# Stanisław Snopek
Stanisław Snopek (ur. 7 lipca 1963 w Nowym Targu) – polski dziennikarz telewizyjny i komentator sportowy związany z TVP, publicysta internetowy, z wykształcenia inżynier biomedyczny.

## Życie prywatne
Snopek w młodości próbował swych sił w sporcie: najpierw w hokeju (nie dostał się do grup młodzieżowych Podhala Nowy Targ z powodu słabej jazdy na łyżwach), później w piłce nożnej (przez trzy lata był członkiem drużyny juniorskiej Podhala, grał również w towarzyskich meczach czwartoligowego zespołu seniorów) i w lekkoatletyce (zdobywał dla AZS Warszawa medale w zawodach akademickich w biegach na 800 m i 1500 m).
Studiował na Wydziale Inżynierii Lądowej Politechniki Krakowskiej, lecz po roku nauki przeniósł się do Warszawy. Posiada tytuł magistra inżyniera na kierunku inżynieria biomedyczna w specjalności sprzęt i aparatura medyczna, uzyskany na Politechnice Warszawskiej. Jest żonaty, ma dwoje dzieci.

## Kariera dziennikarska
Po ukończeniu studiów pracował jako asystent na Wydziale Mechaniki Precyzyjnej Politechniki Warszawskiej. W 1992 wygrał organizowany przez Telewizję Polską konkurs na komentatorów sportowych, po którym TVP zaproponowała mu pracę (spośród uczestników tego konkursu angaż otrzymał też Przemysław Babiarz). Początkowo komentował na antenie zawody lekkoatletyczne. Podczas ZIO 1994 w Lillehammer zadebiutował w roli sprawozdawcy wydarzeń olimpijskich (razem z Krzysztofem Miklasem komentował skoki narciarskie oraz kombinację norweską).
Swój pierwszy mecz hokejowy skomentował w Kanadzie podczas rozgrywanego tam turnieju Pucharu Świata 1996. W drugiej połowie lat 90. zaczął regularnie komentować zawody w skokach narciarskich. Sprawozdawał wydarzenia hokejowe z czterech kolejnych igrzysk zimowych: w Nagano (1998, także skoki narciarskie), Salt Lake City (2002), Turynie (2006) oraz w Vancouver (2010). Na antenie TVP komentuje obecnie wyłącznie mecze hokejowe (liga polska, reprezentacja Polski, mistrzostwa świata, NHL) oraz konkursy skoków narciarskich (Puchar Świata, Grand Prix oraz mistrzostwa Polski; okazjonalnie też Puchar Kontynentalny i Puchar FIS, ponadto Mistrzostwa Świata w Lotach Narciarskich 2020, Mistrzostwa Świata w Narciarstwie Klasycznym 2021, Zimowe Igrzyska Olimpijskie 2022 i Mistrzostwa Świata w Lotach Narciarskich 2022).
W latach 2002–2004 był zastępcą kierownika Redakcji Audycji Sportowych TVP1 Janusza Basałaja. Od momentu powstania kanału TVP Sport (2006) pracuje w Sekretariacie Programowym tej stacji, obecnie jest też szefem działu hokeja na lodzie w TVP.

## Filmografia
- Krążek zainteresowań (1994) – scenariusz i reżyseria
- Muzyka ludzi gór (1996) – scenariusz i reżyseria
- Tańczący z mistrzami (2006) – redakcja

## Wyróżnienia
- plebiscyt Hokejowe Orły – nagroda w kategorii Dziennikarz hokejowy (2012[10], 2014[11])
- plebiscyt Hokejowe Gwiazdy – nagroda w kategorii Najlepszy dziennikarz (2015[12])
- Medal za Szczególne Zasługi dla Miasta Nowego Targu (2019[13])